# Горнозаводские училища и школы
Горнозаводские училища и школы — учебные заведения при горных заводах России в 1716—1879 годах, где обучающиеся получали общее образование и подготовку квалифицированных рабочих и мастеров горной промышленности.

## Определение
Согласно БРЭ горнозаводские училища и школы — это учебные заведения (начальные и повышенного типа) при горных заводах России (1-я четверть 18 века — 1879). Горнозаводская школа положила начало профессионально-техническому образованию в России.

## История
Первая горнозаводская школа была открыты по указу Петра I при Олонецких заводах в 1716 году по инициативе В. И. Геннина. Первые 20 дворян из Санкт-Петербурга обучались арифметике, геометрии, рисованию, основам артиллерии, инженерного дела.
В 1721 году по инициативе В. Н. Татищева горнозаводские школы были открыты при Кунгурском заводе, Алапаевском заводе, Уктусском заводе. В 1724—1725 годах были открыты 2 школы при Екатеринбургском заводе.
В 1735—1741 годах было открыто 29 горнозаводских школ, где обучалось свыше 600 детей дворян, мастеровых и работных людей, солдат, подьячих, крестьян.
В. Н. Татищев разработал программу обучения, воспитания и профессиональной подготовки учащихся. Обучение ремёслам велось в Уктусской и Екатеринбургской школах, чьи выпускники направлялись на заводы Сибири, Урала, обслуживали нужды Берг-коллегии. В начале 1740-х годах свыше половины горнозаводских школ Урала были закрыты из-за недостатка финансирования.
В Сибири первая горнозаводская школа была открыта при Нерчинском заводе в 1720-х годах, затем в 1730-х годах — в Красноярском крае при Луказском, Ирбинском заводах, после в 1753 году — на Алтае (в 1780-х годах Барнаульская горнозаводская школа стала первым средним учебным заведением в России, готовившим техников горного дела), после были открыты при Змеиногорском руднике, Павловском, Сузунском и Томском заводах. К 1835 году в 46 горнозаводских школах обучалось уже 3618 учеников.
Горнозаводские училища в 1750—1760-е годах развивались благодаря усилиям адмирала Ф. И. Соймонова и его сына М. Ф. Соймонова, основавших Нерчинскую навигацкую школу и Геодезическую школу в Тобольске.
В 1847 году школы уральских казённых заводов создали систему горнотехнического образования на Урале. В 1852 году Екатеринбургская горнозаводская школа была реорганизована в Уральское горное училище, выпускавшее помощников инженеров. На Урале были открыты 6 женских горнозаводских учебных заведений. В 1879 году все горнозаводские учебные заведения были переданы в ведение Министерства народного просвещения и преобразованы в 2-классные начальные и городские училища. Позднее часть их была подчинена Министерству торговли и промышленности.
Горнозаводские училища и школы создавались на Донбассе.

## Структура горнозаводских школ
Структура горнозаводских школ:
- начальная школа (словесные школы), в которых преподавались грамота, чтение, письмо, пение;
- арифметическая школа, в которых преподавались основы арифметики и геометрии, тригонометрия, черчение и элементарные основы горнозаводского дела (маркшейдерия, пробирное дело, геодезия и прочие);
- немецкая школа, в которых преподавались немецкий язык, физика, механика, техника, а учились дети дворян и заводской администрации (в Екатеринбурге);
- латинская школа, в которых преподавались языки и элементы истории, а учились дети духовенства и иностранцев (в Екатеринбурге);
- знаменованная школа (рисовальные школы).

### Горнозаводские училища
Система горнозаводских школ:
- горнозаводские окружные училища (в каждом 6 горнозаводских округов Урала);
- горнозаводские училища (в каждом заводском селении);
- окружные горные школы (в горнозаводских районах).